# Julius von Ripper
Julius Franz von Ripper (polsky Juliusz Franciszek Ripper z Ludwinowa) (6. března 1847 Podgórze, dnes součást Krakova – 15. července 1914 Vídeň) byl rakousko-uherský admirál polského původu. U c. k. námořnictva sloužil od roku 1861, zúčastnil se několika mezinárodních válečných konfliktů a působil i v námořní administraci na rakousko-uherském ministerstvu války. V letech 1905–1913 byl velitelem námořní základny v Pule a v roce 1911 dosáhl hodnosti admirála.

## Biografie

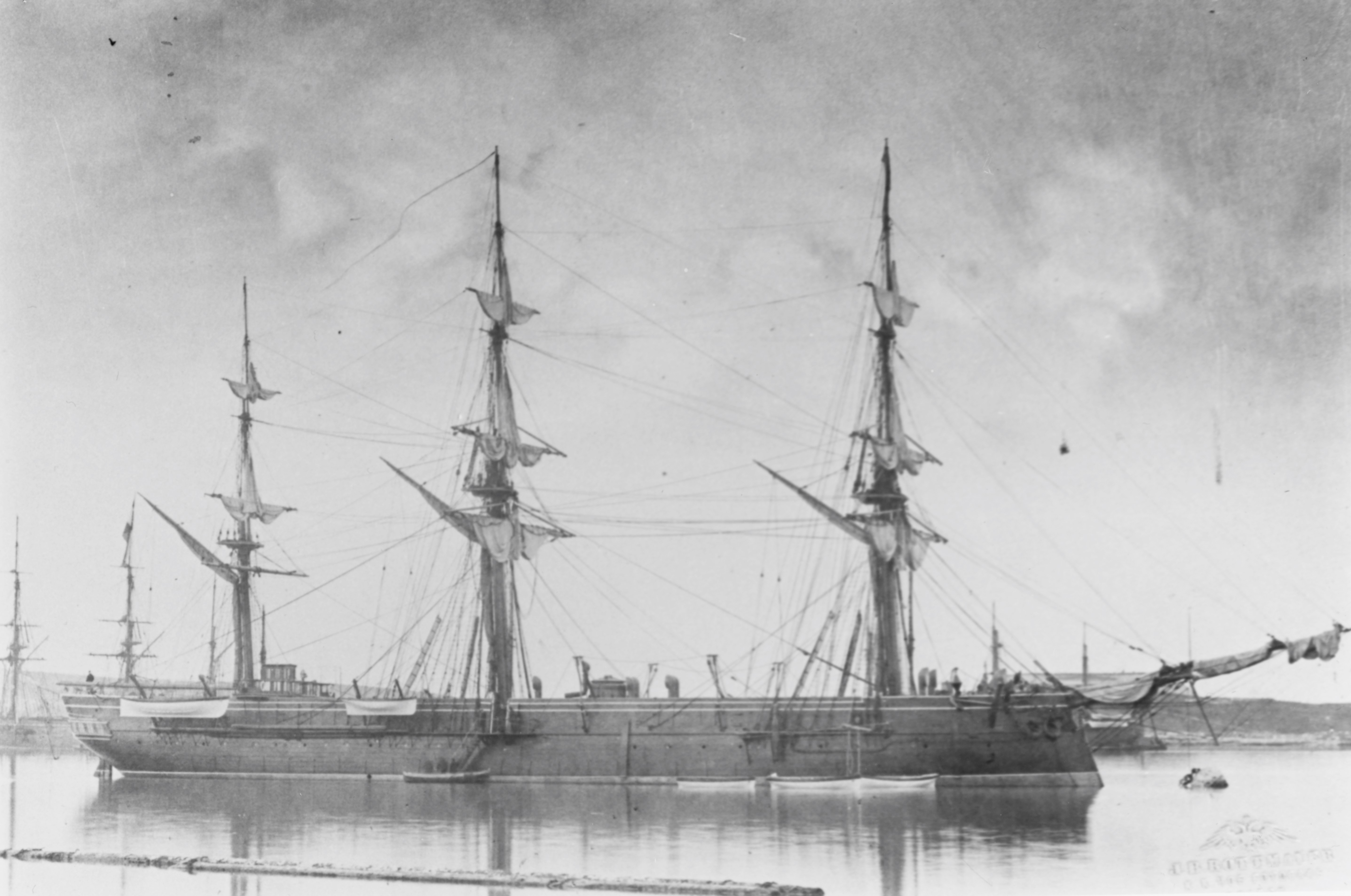
Korveta Fasana, s níž Julius Ripper absolvoval cestu na Dálný východ (1892–1893)

Jeho předkové pocházeli z moravského Kunína, odkud počátkem 19. století přesídlili do Haliče. Byl synem podnikatele Franze Rippera (1818–1885) a jeho manželky Anny, rozené Struźecké (1820–1884). První vzdělání získal v Krakově, odkud v roce 1861 přešel na C. k. námořní akademii do Rijeky. Jako kadet se v rámci rakouského kontingentu zúčastnil dánsko-německé války (1864). V roce 1869 byl povýšen na praporčíka (Linienschiffsfähnrich) a sloužil na různých lodích, v roce 1878 získal hodnost poručíka II. třídy a v roce 1879 poručíka I. třídy. Absolvoval kurz pro torpédové důstojníky a v tomto oboru se později stal předním odborníkem. V roce 1880 odjel do Anglie převzít dva torpédové čluny postavené pro c. k. námořnictvo v loděnicích v Yarrow.

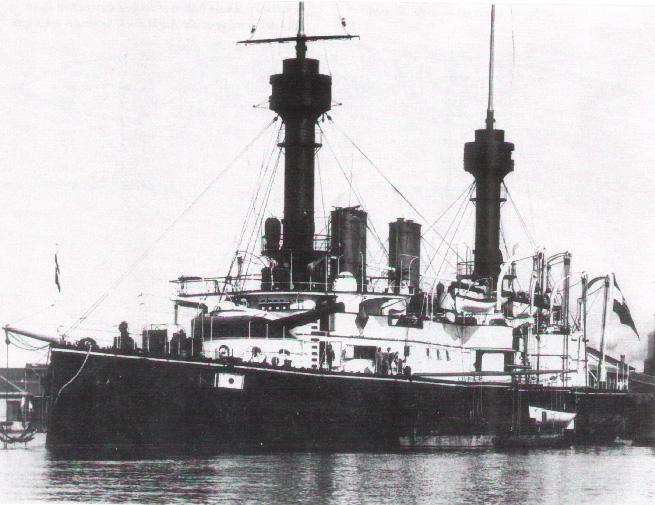
Pancéřový křižník SMS Kaiserin und Königin Maria Theresia, vlajková loď kapitána Rippera v Karibiku (1898)

V roce 1889 byl povýšen do hodnosti korvetního kapitána a znovu pobýval v Anglii, kde dohlížel na stavbu torpédového člunu Planet, jehož se stal později velitelem (1891–1892). Na korvetě Fasana absolvoval v letech 1892–1893 cestu Dálný východ, navštívil Indii, Čínu a Japonsko. Po návratu byl v roce 1893 povýšen na fregatního kapitána a několik dalších let působil na ministerstvu války. Zde byl nejprve šéfem 4. oddělení námořní sekce (1894–1896) a v letech 1896–1898 ředitelem operační kanceláře námořnictva. Během španělsko-americké války byl jako velitel křižníku SMS Kaiserin und Königin Maria Theresia vyslán k břehům Kuby kvůli ochraně rakousko-uherských zájmů v Karibiku. V roce 1899 se stal velitelem arzenálu v Pule.
K datu 1. května 1901 byl povýšen do hodnosti kontradmirála a převzal velení cvičné eskadry. V letech 1902–1905 zastával funkci prezidenta Námořního technického výboru v Pule. Dne 1. listopadu 1905 dosáhl hodnosti viceadmirála a stal se velitelem námořní základny, respektive válečného přístavu v Pule (1905–1913). Během bojů za nezávislost Kréty byl v roce 1905 velitelem mezinárodního loďstva, které mělo demonstrovat sílu evropských mocností proti Osmanské říši. K datu 1. listopadu 1911 byl povýšen do hodnosti admirála a dne 1. března 1913 byl penzionován.
Poslední rok života strávil ve Vídni, kde také zemřel a je pohřben na vídeňském Centrálním hřbitově. Celoživotně se hlásil ke své polské národnosti a rodnému Krakovu.

## Tituly a ocenění
Jako nositel Řádu železné koruny byl na základě řádových stanov v roce 1894 povýšen do šlechtického stavu. Při povýšení do hodnosti admirála obdržel v roce 1911 zároveň titul c. k. tajného rady s nárokem na oslovení Excelence. Během své kariéry obdržel řadu vyznamenání v Rakousku-Uhersku i v zahraničí.

### Rakousko-Uhersko
- Vojenský záslužný kříž III. třídy (1885)
- Řád železné koruny III. třídy (1893)
- rytířský kříž Leopoldova řádu (1898)
- Jubilejní pamětní medaile (1898)
- komandérský kříž Leopoldova řádu (1908)
- Vojenský jubilejní kříž (1908)
- Řád železné koruny I. třídy (1911)
- velkokříž Leopoldova řádu (1913)[20]

### Zahraničí
- velkokříž Námořního záslužného kříže (Španělsko)
- velkokříž Řádu italské koruny (Itálie)
- Řád červené orlice II. třídy (Německo)
- Řád pruské koruny I. třídy (Německo)
- rytíř Řádu sv. Stanislava (Rusko)
- komtur Řádu meče (Švédsko)